# 알비스 세이버
세이버는 CVR(T)의 변형으로, 폭스 장갑 수색 차량의 포탑을 FV101 스콜피온의 차체에 장착한 형태이다.

## 개발
이 영국 하이브리드 차량은 30mm 기관포로 무장한 FV107 시미터 궤도형 수색 차량과 유사하지만 약간 더 낮은 포탑을 가진 차량을 더 저렴하게 생산하기 위해 도입되었다. 이 차량은 1995년에 실전에 배치되었다. 초기 전투 훈련 중 여러 결함이 발견되었다. 특히 차량은 방어 능력이 부족했다. 따라서 세이버의 포탑에 재설계된 연막탄 발사기와 표준 7.62 mm FN MAG 다목적 기관총을 대체하는 대인용 L94A1 7.62mm 체인건을 포함하도록 수정되었다. 기관총 측면에는 탄약통이 있어 벨트 공급식 기관총보다 빠르게 재장전할 수 있다.
영국은 세이버와 시미터를 대체하기 위해 전술 수색 장갑 전투 장비 요구사항 (TRACER)을 시작했다. 1996년 미국이 이 프로젝트에 참여했다. 2001년에 영국과 미국 모두 공동 프로그램에서 철수했다.
폭스 포탑과 스콜피온 차체의 결합은 성공적이지 못했고, 세이버는 2004년에 영국 육군에서 퇴역했다.

## 추가 제원
- 연막탄 발사기
- 탄약:
  - 30 mm: 160발 철갑탄 강화 관통 (APEP) 및 고폭탄 (HE)
  - 7.62 mm: 3,000발